# 220 f.Kr.

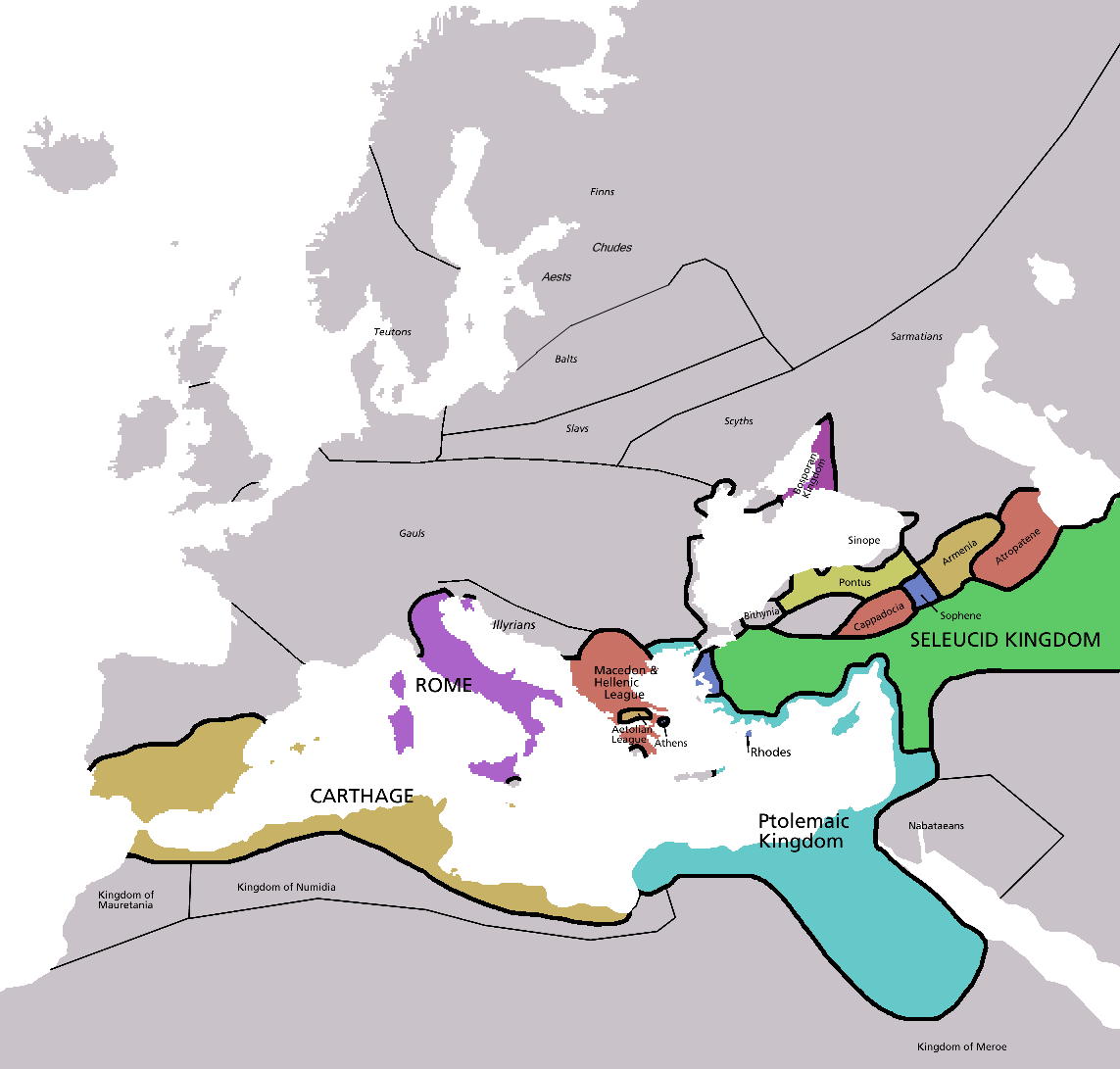
Europa 220 f.Kr.

## Händelser

### Efter plats

#### Grekland
- Tillsammans med sin illyriske landsman Scerdilaidas anfaller Demetrios av Faros illyriska städer under romerskt beskydd och leder en sjörövande skvadron till grekiska farvatten. Tillsammans med aitolierna anfaller de utan framgång Pylos, en achaisk stad vid den messeniska kusten, i det grekiska Peloponnesos.
- Scerdilaidas och aitolierna invaderar Achaia. Med hjälp av kynaithiska förrädare anfaller, intar och bränner de Kynaitha, en stad i norra Arkadien.
- Rom slår återigen till mot de illyriska sjörövarna, vilket leder till det andra illyriska kriget.
- Demetrios söker skydd hos Filip V av Makedonien, som starkt motsätter sig den romerska inblandningen. Rom ockuperar Demetrios huvudfästningar, Faros och Dimillos.
- Aratos från Sikyon går emot den aitoliska aggressionen genom att skaffa hjälp av det helleniska förbundet, som nu leds av Filip V av Makedonien. I det efterföljande andra bundsförvantskriget samlas det helleniska förbundet i Korinth på Filips inrådan. Han leder därefter förbundet i olika fältslag mot Aitolien, Sparta och Elis.
- Gortynierna ockuperar Matala på ön Kreta.

#### Seleukiderriket
- Då Molon ockuperar stora delar av seleukidernas rike och antar titeln kung överger Antiochos III, på förslag av sin försteminister Hermias, ett fälttåg för att erövra södra Syrien från Egypten. Antiochos III marscherar istället mot Molon samt besegrar och dödar honom och hans bror Alexander vid Tigris strand. Han fortsätter sedan genom att ockuperar Atropatene, som är nordvästra delen av Medien.
- Under tiden får Antiochos III och Laodice III (dotter till kung Mithridates II av Pontos) en son, vilket får Hermias att börja fundera på att göra sig av med kungen, så att han kan styra i den nyföddes namn. Antiochos upptäcker komplotten och får Hermias mördad.

#### Anatolien
- Antiochos III:s befälhavare i Anatolien, Achaios, blir, efter att ha återerövrat alla de områden, som Attalos av Pergamon har tagit, anklagad av Antiochos förstminister Hermeias för att ha tänkt göra uppror. I rent självförsvar antar Achaeios titeln kung och styr över de anatoliska delarna av Seleukiderriket.

#### Egypten
- Arsinoe III gifter sig med sin bror, kung Ptolemaios IV av Egypten.

#### Romerska republiken
- Under sitt censorsskap låter den politiske ledaren Gaius Flaminius bygga Circus Flaminius på Campus Martius och konstruera vägen Via Flaminia från Rom till Ariminum (nuvarande Rimini).

#### Kina
- Qin Shi Huang låter påbörja ett system av trefiliga vägar, som skall sammanbinda alla delar av Kina, samt börjar också sammanbinda ett antal regionala småmurar, som kommer att bilda den stora kinesiska muren (Wan li chang cheng).

### Efter ämne

#### Konst
- En bronsstaty kallad Gallisk hövding dödande sin hustru och sig själv tillkommer (omkring detta år). En romersk kopia av originalstatyn finns numera bevarad på Museo Nazionale Romano i Rom.
- En bronsstaty kallad Döende gallisk trumpetare tillkommer (möjligen gjord av Epigonos) (avslutad omkring detta år). En romersk marmorkopia av originalstatyn finns numera bevarad på Museo Capitolino i Rom.

## Avlidna
- Konon från Samos, grekisk matematiker och astronom, vars arbete om kägelsnitt (skärningen mellan en plan och en cirkulär konisk yta) blir grunden för Apollonios från Perga fjärde bok om koner (född omkring 280 f.Kr.)
- Molon, general under den seleukidiske kungen Antiochos III och som har gjort uppror mot hans styre
- Hermeias, den seleukidiske kungen Seleukos III:s favorit- och försteminister samt, under en kort tid, försteminister åt Antiochos III